# Kårböle kyrka
Kårböle kyrka är en kyrkobyggnad i Kårböle i Ljusdals kommun. Den tillhör Färila-Kårböle församling i Uppsala stift. Kyrkan ligger utmed gamla pilgrimsvägen till Nidaros.

## Kyrkobyggnaden
Första träkapellet i Kårböle uppfördes under tidig medeltid och låg i närheten av Kårån. Nuvarande kyrka uppfördes 1869–1870 enligt ritningar av Johan Erik Söderlund i reveterat trä och ersatte ett kapell från 1776. Många av gamla kapellets väggmålningar har tagits tillvara och pryder nuvarande kyrka. Motiven är Kristi liv, lidande, död och uppståndelse.

## Inventarier
- En madonnabild är från 1100-talet.
- Nuvarande predikstol med ljudtak är från 1870-talet.
- En Sankt Olofsrelief är från 1978.
- Nuvarande altartavla är från 1951.

### Orgel
- Den nuvarande orgeln byggdes 1901 av E. A. Setterquist & Son, Örebro. Orgeln har fem olika stämkombinationer som kan kopplas lätt via ett fotregister och tonomfånget är på 54/25. Orgeln avsynad och provspelad 20 augusti 1901 av organisten Erik Medelberg (1865-1935), Ljusdal. Kostade 3400 kr. Gustaf Setterquist satte in ett extra koppel och utvidgade en stämma Bardussa/Borduna 16' en oktav högre utom kontraktet efter att orgelläktaren blivit sänkt.[2][3]

| Manual           | Pedal   | Koppel  |
| Borduna 16´      | Bihängd | Man/Ped |
| Principal 8´ B/D |         | Man 4'  |
| Salicional 8'    |         |         |
| Gamba 8' D       |         |         |
| Rörflöjt 8'      |         |         |
| Octava 4'        |         |         |

- 1964 byggde Kemper & Sohn, Lübeck, Tyskland en orgel med fem stämmor. Orgeln såldes 1965 till Hamra kyrka. Tonomfånget var ä 54/27. Orgeln var mekanisk med slejflådor.

| Manual           | Pedal      | Koppel  |
| Gedackt 8´ B/D   | Subbas 16' | Man/Ped |
| Rörflöjt 4' B/D  |            |         |
| Principal 2' B/D |            |         |
| Scharf III B/D   |            |         |

### Webbkällor
- Färila-Kårböle församling
- Se - Hälsingland[död länk]
- byggnadspresentation